# Leif Olov Hallberg
Leif Olov Hallberg, född 16 maj 1940 i Stockholm, är en svensk fritidspolitiker, samhällsdebattör och skribent. Han är sedan 2016 förbundsordförande i Kristdemokratiska Seniorförbundet (KD Senior) och som sådan också ledamot av Kristdemokraternas partistyrelse. Dessa uppdrag hade han även åren 2007-2013.

## Biografi
Inom europeisk politik har han under flera år haft uppdrag inom European People's Party (EPP), vars internrevisor han är sedan 2008. I European Senior's Union (ESU), ett EPP-förbund med drygt 1,2 miljoner medlemmar i 27 länder, var han 2004–2013 vicepresident och är sedan 2013 hederspresident. Som sådan representerar han ESU även i AGE Platform-Europe.  
Efter universitetsstudier i teologi och franska och arbete i unga år som folkhögskolelärare och journalist tjänstgjorde han som informationschef i Kriminalvårdsstyrelsen (1970–1974), som informationsbyråchef i Statens invandrarverk (1974–1983) och som informationsdirektör i Rikspolisstyrelsen (1983–1996), där han också var chefredaktör för tidningen Svensk Polis. Han var 1986–1987 presstalesman i polisutredningen av mordet på statsminister Olof Palme.
Hallbergs internationella tjänstgöring omfattar uppdrag som pressofficer i Förenta nationernas fredsbevarande mission på Cypern (1967 och 1969), i Europeiska kommissionen (talskrivare hos Kommissionären för rättsliga frågor, 1996–1999) och vid Interpols generalsekretariat i Lyon (talskrivare och biträdande kabinettschef och senare press- och informationschef, 1999–2003). Han avslutade sin yrkesbana som Public Affairs-direktör och EU-lobbyist i Bryssel för Intrum Justitia, ledande europeisk affärsgrupp för kredithanteringstjänster. 
Hallberg har tidigare haft uppdrag bland annat som ledamot av utredningen Samordnad samhällsinformation (SOU1984:68), som styrelseledamot i Stiftelsen Invandrartidningen (1980–1983), som medlem av Brottsförebyggande rådets informationsarbetsgrupp (1974 och 1983–1990) och som inbjuden talare i ett flertal av Europarådets demokratiseminarier i Östeuropa (1999–2003). 2009–2010 var han ledamot av insynsrådet för Myndigheten för samhällsskydd och beredskap (MSB), 2011–2015 ledamot av Säkerhets- och integritetsskyddsnämnden (SIN) och under 2015 nämndeman i Svea hovrätt. Sedan 2015 är han ledamotsersättare i styrelsen för forskningsstiftelsen Äldrecentrum.
Hallberg har återkommande medverkat som skribent och samhällsdebattör i olika tidningar och publikationer, främst i seniorpolitiska frågor samt i frågor om det europeiska samarbetet och i utrikes- och säkerhetspolitiska ämnen. 